# Faussergues
Faussergues (okzitanisch Faussèrgas) ist eine französische Gemeinde mit 137 Einwohnern (Stand: 1. Januar 2022) im Département Tarn in der Region Okzitanien (vor 2016 Midi-Pyrénées). Sie gehört zum Arrondissement Albi und zum Kanton Carmaux-1 Le Ségala (bis 2015 Valence-d’Albigeois). 

## Geografie
Faussergues liegt etwa 28 Kilometer ostnordöstlich von Albi. Das Gemeindegebiet wird vom Flüsschen Boutescure durchquert. Umgeben wird Faussergues von den Nachbargemeinden Lédergues im Norden, Saint-Jean-Delnous im Osten, Le Dourn im Süden und Südosten, Saint-Michel-Labadié im Süden, Valence-d’Albigeois im Südwesten, Padiès im Westen sowie Lédas-et-Penthiès im Nordwesten.

## Bevölkerungsentwicklung
| 1962                      | 1968 | 1975 | 1982 | 1990 | 1999 | 2006 | 2013 |
| ------------------------- | ---- | ---- | ---- | ---- | ---- | ---- | ---- |
| 305                       | 261  | 222  | 186  | 168  | 139  | 138  | 148  |
| Quelle: Cassini und INSEE |      |      |      |      |      |      |      |

## Sehenswürdigkeiten
- Kirche Notre-Dame-de-l’Assomption